# Ellinor Kielgast
Ellinor Kielgast, född 1887, död 1959, var en dansk författare.
Ellionr Kielgast föddes på Saint Thomas i Västindien och uppfostrades i Köpenhamn. Hon var förlagssekreterare hos Steen Hasselbach 1916–1926 och vistades sedan utomlands, främst i Paris. Kielgast utgav en rad barn- och ungdomsböcker, såsom Præstens Pigebørn (1915), Pigebørn udenlands (1919), Telefondamen (1927) och Ulla bag Rattet (1936), av vilka flera översattes till svenska. Hon var 1926–1941 gift med författaren Friedrich Sieburg.